# Одзика (посёлок)
Одзика (яп. 小値賀町 Одзика-тё:) — посёлок в Японии, находящийся в уезде Китамацуура префектуры Нагасаки. Площадь посёлка составляет 25,46 км², население — 2611 человек (1 июля 2014), плотность населения — 102,55 чел./км².

## Географическое положение
Посёлок расположен на острове Одзика в префектуре Нагасаки региона Кюсю.

## Население
Население посёлка составляет 2611 человек (1 июля 2014), а плотность — 102,55 чел./км². Изменение численности населения с 1980 по 2005 годы:
| 1980 | 5684 чел. |  |
| 1985 | 5101 чел. |  |
| 1990 | 4651 чел. |  |
| 1995 | 4238 чел. |  |
| 2000 | 3765 чел. |  |
| 2005 | 3268 чел. |  |

## Символика
Деревом посёлка считается Pinus thunbergii, цветком — нарцисс, птицей — Phasianus versicolor.